# Čačak
Čačak (v srbské cyrilici Чачак) je město v centrálním Srbsku, 145 km jižně od Bělehradu. Je správním centrem Moravického okruhu. Žije zde přibližně 72 tisíc obyvatel. Městem protéká řeka Zapadní Morava. Je centrem vlastní opštiny, která zahrnuje 57 okolních sídel.
Ačkoliv není městem s vlastní univerzitou, v Čačaku sídlí dvě fakulty Univerzity v Kragujevaci (zemědělská a technická). Z Čačaku pocházela celá řada známých srbských a jugoslávských osobností. Mezi ně patřil např. premiér Milan Stojadinović, politici Velimir Ilić, Petar Stambolić, Ivan Stambolić, Miloš Minić, či zpěvák skupiny Riblja Čorba, Bora Đorđević.

## Geografické poměry
Město se nachází na hranici regionu Šumadija a Dinárských hor. Přesněji se rozkládá na západním okraji tzv. Čačacko-kraljevské kotliny, v údolí řeky Západní Moravy. Západně od něj se nachází Ovčarsko-kablarská soutěska, pohoří Suvobor a Maljen a jižně pohoří Jelica. Severním a východním směrem od Čačaku je krajina otevřená, resp. přechází postupně v mírně zvlněnou krajinu, z níž místy vyčnívá několik vyšších vrcholků, žádný z nich není vyšší než 1000 m. Nadmořská výška Čačaku činí 204 m (údolí řeky) až 985 m (vrchol hory Ovčar). 

## Klimatické poměry
Průměrná roční teplota zde činí 11 °C a průměrná vlhkost 80,7 %. Čačak je chráněn před silnými větry okolními čtyřmi pohořími (Jelica, Ovčar, Kablar, Vujan). Nejteplejším měsícem je červenec a nejchladnějším leden. Průměrná teplota zde nikdy neklesá pod bod mrazu. Průměrná síla jižních větrů zde dosahuje pouze 2 m/s, východních potom 1,4 m/s. Vítr zde vane většinou ze severu nebo severovýchodu, neboť hory většinou blokují větry ze západního směru. Průměrný úhrn srážek zde dosahoval 761 mm.

## Historie

### Nejstarší dějiny

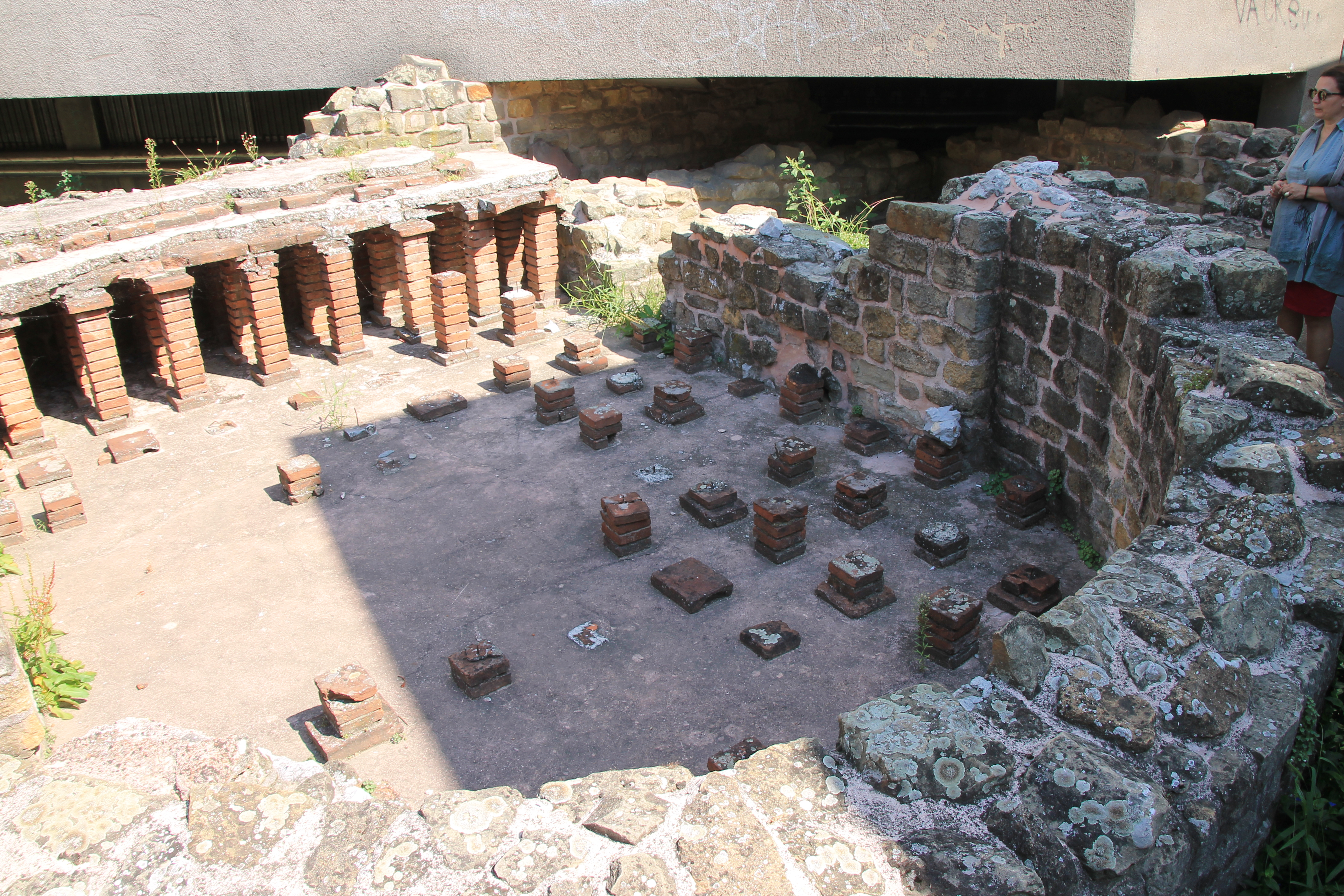
Pozůstatky římských lázní.

Nejstarší památky lidského osídlení na místě dnešního Čačaku pocházejí z mladší doby kamenné. Rovněž byly nalezeny pozůstatky souvislého osídlení z doby bronzové. Nejbohatší archeologická naleziště na dobové artefakty se nacházejí v lokalitě Gradina na svazích vrcholu Jelica v centru města, kde byly nalezeny stavební kameny a šperky z této doby. 
Během existence Římské říše byl Čačak a jeho okolí součástí provincie Dalmácie. Do současné doby se dochovaly v samotném centru města pozůstatky původních římských lázní. Kulturní a civilizační rozvoj zde nicméně přerušilo stěhování národů. Až v 6. století bylo v blízkosti města zbudováno opevnění pro hlídání hranic Byzantské říše. To po dlouhou dobu sloužilo jako správní i náboženské centrum regionu. 

### Středověk
Slovanské obyvatelstvo osídlilo oblast Čačaku za vlády byzantského císaře Herakleia (610–641). Dochované památky na slovanské osídlení pocházejí ale až z 10.–11. století. V dobách vlády Štěpána Nemanji byla oblast dnešního města spravována jeho bratrem Stracimirem. V letech 1168–1189 zde nechal Stracimir zbudovat klášter Moravski Gradac, kde rovněž sídlilo centrum pravoslavné církve pro daný region. Název Čačak je předturecký a poprvé je zaznamenán na dokumentech původem z republiky Dubrovník, které jsou datovány 18. prosince 1408. 

### Moderní doba
Město obsadili Turci v roce 1459 a brzy jej i osídlili a postupně změnili i jeho ráz. Chrám bohorodičky byl přebudován na mešitu a původní obyvatelstvo města bylo vyhnáno. V roce 1566 turecké záznamy připomínají Čačak jako sídlo tureckého soudu (kadija). Připomínán je i starší název města, a to Stari Gradac, turecky Eski Hisarluk. Turecký zeměpisec Hadži Kalfa zmínil město Džadžka, které se nacházelo na cestě do Bělehradu a na břehu řeky Moravy jako sídlo tureckého soudu. Další cestopisec, Evlija Čelebi zmínil město rovněž pod názvem Džadžka. Ve svém dokumentu tvrdil, že je srovnatelné s rajskou zahradou. Poznamenal si, že je zde deset mešit, tři náboženské školy, místní domy mají někdy i více pater a město obklopují vinice.
Turecká nadvláda nad městem byla nezpochybnitelná až do závěru 17. století, tzv. Velké turecké války. V roce 1688 vojsko Habsburské monarchie proniklo přes řeku Sávu a Dunaj na území dnešního Srbska. Pravoslavné obyvatelstvo se přidalo k rakouské armádě. Osmanská armáda vzpouru tvrdě potlačila. Samotné město bylo vzpourou téměř zničeno. Když po další válce mezi Rakouskem a Tureckem získala Habsburská monarchie na krátko část dnešního centrálního Srbska, nalezla Čačak jako neosídlené a prázdné místo. Po roce 1738, kdy se Čačak znovu vrátil do rukou Osmanské říše, bylo město ještě jednou vypáleno. Obyvatelstvo odešlo ve dvou vlnách stěhování na sever na území dnešní Vojvodiny a dále do Uher. Po nějaké době opuštěný Čačak začali osidlovat Srbové původem z Hercegoviny, Černé Hory, Bosny a dalších regionů Balkánu. 
Během prvního srbského povstání byl Čačak obsazen na jaře 1804. Tehdy se zde však nacházela jen malá obec, ve které žilo v roce 1808 jen 250 obyvatel. Potlačení povstání bylo pro tureckou armádu nesnadné, sotva získali kontrolu nad městem a jeho okolí, vypuklo nedaleko Čačaku tzv. Hadži-prodanovo povstání. Po druhém srbském povstání v roce 1815 se stal Čačak jedním z prvních měst autonomního srbského knížectví. Na začátku 30. let 19. století byl centrem náchie a měl zhruba devět set obyvatel. Roku 1848 zde bylo založeno čitalište, první kulturní instituce.

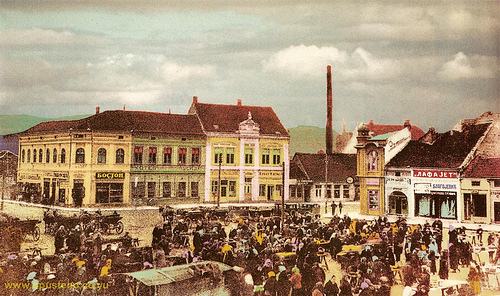
Čačak na počátku 20. století.

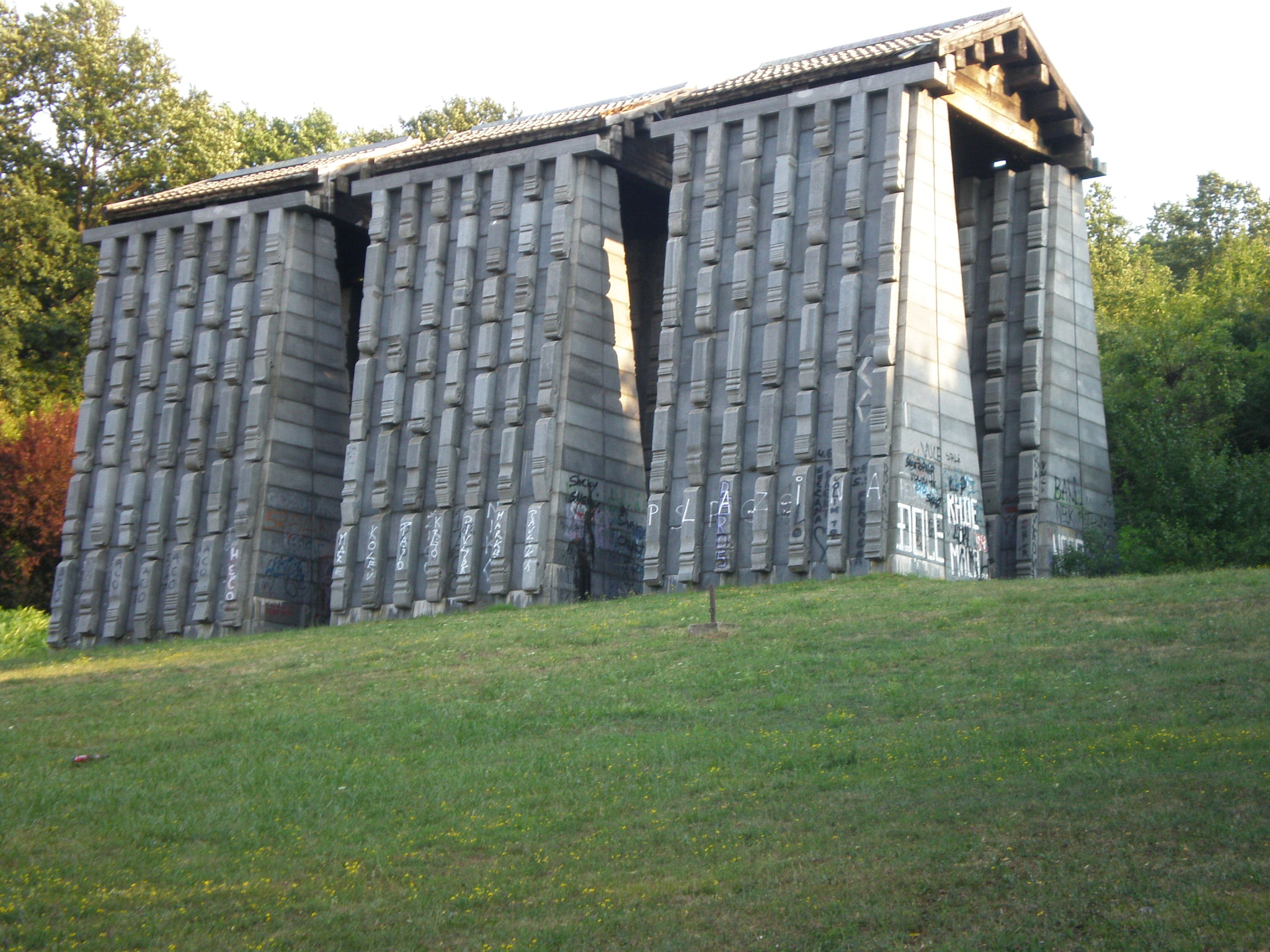
Památník obětem fašismu.

V roce 1864 bylo město zasaženo rozsáhlými povodněmi. Následně byla budována rozsáhlá protipovodňová hráz a regulováno koryto řeky Západní Moravy. Val byl stavěn od roku 1869, dokončen byl ale až na přelomu století, kdy město poškodila další velká voda.
Roku 1866 žilo dle sčítání lidu v Čačku 1922 obyvatel, nacházelo se zde 607 domů. Po vyhlášení nezávislosti Srbska v roce 1878 došlo k rychlému rozvoji a modernizaci města, stejně jako v případě dalších center regionu dnešní Šumadije. Starostou Čačaku se stal Alimpije-Aleksa Pušeljić, válečný veterán z poslední války s Turky. Byla zde zřízena škola, zbudovány moderní kasárny, připraveny plány na výstavbu první moderní nemocnice. Rovněž prosazoval i zavedení železniční dopravy do města. Ta byla nakonec zrealizována v předvečer první světové války. První vlaky na trati z Požegy do Stalaće přes Čačak vyjely v roce 1912. Počet obyvatel města se zvýšil z 2290 v roce 1874 na 3869 v roce 1980, 4232 v roce 1900 a 5671 v roce 1910. Během první světové války dosáhly škody takové míry, že byl např. zničen zcela knižní fond místní knihovny.
V roce 1921 sem byl zaveden elektrický proud a telefonní spojení. V roce 1934 zde byl odhalen památník obětem první světové války, jehož podoba zahrnovala pravoslavný, latinský kříž, půlměsíc a židovskou hvězdu, symbolizující čtyři dominantní náboženství tehdejší Jugoslávie. V meziválečném období byla poměrně aktivní výstavba nových budov v centru města, nicméně vzhledem k ekonomickým těžkostem jugoslávského království zůstávaly nové domy většinou prázdné. Velká část místního obyvatelstva pracovala v zemědělství, mnohdy se jednalo o sadaře, kteří pěstovali švestky.
Čačak byl krátce po vypuknutí druhé světové války obsazen jednotkami četniků i komunistických partyzánů, kteří v létě a na podzim roku 1941 spolupracovali v rámci tzv. Užické republiky. Poté, co bylo na podzim 1941 povstání potlačeno obsadily Čačak opět německé okupační síly a docházelo k represím civilního obyvatelstva. Na podzim 1944 na město zaútočily jednotky partyzánů s pomocí Rudé armády. Dne 4. prosince 1944 byl Čačak osvobozen od nacistické okupace. 
Po skončení války se město začalo prudce rozrůstat, urbanizovat a industrializovat. Počet obyvatel se zvýšil z 13 000 v roce 1948 na 27 642 v roce 1961 až na 72 392 v roce 1991. V témže roce byla zahájena výstavba kostela Zesnutí přesvaté Bohorodice.

## Obyvatelstvo
Podle sčítání lidu z roku 2011 žilo v Čačaku 73 331 obyvatel. Počet obyvatel Opštiny Čačak přesahoval sto tisíc. 
Z náboženského hlediska se drtivá většina obyvatel hlásí k srbské pravoslavné církvi, menšiny jiných náboženství zahrnovaly jen několik set přihlášených. 
Z národnostního hlediska dominuje srbská národnost, ke které se v roce 2002 přihlásilo 97,6 % místních obyvatel.

## Kultura

### Kulturní instituce

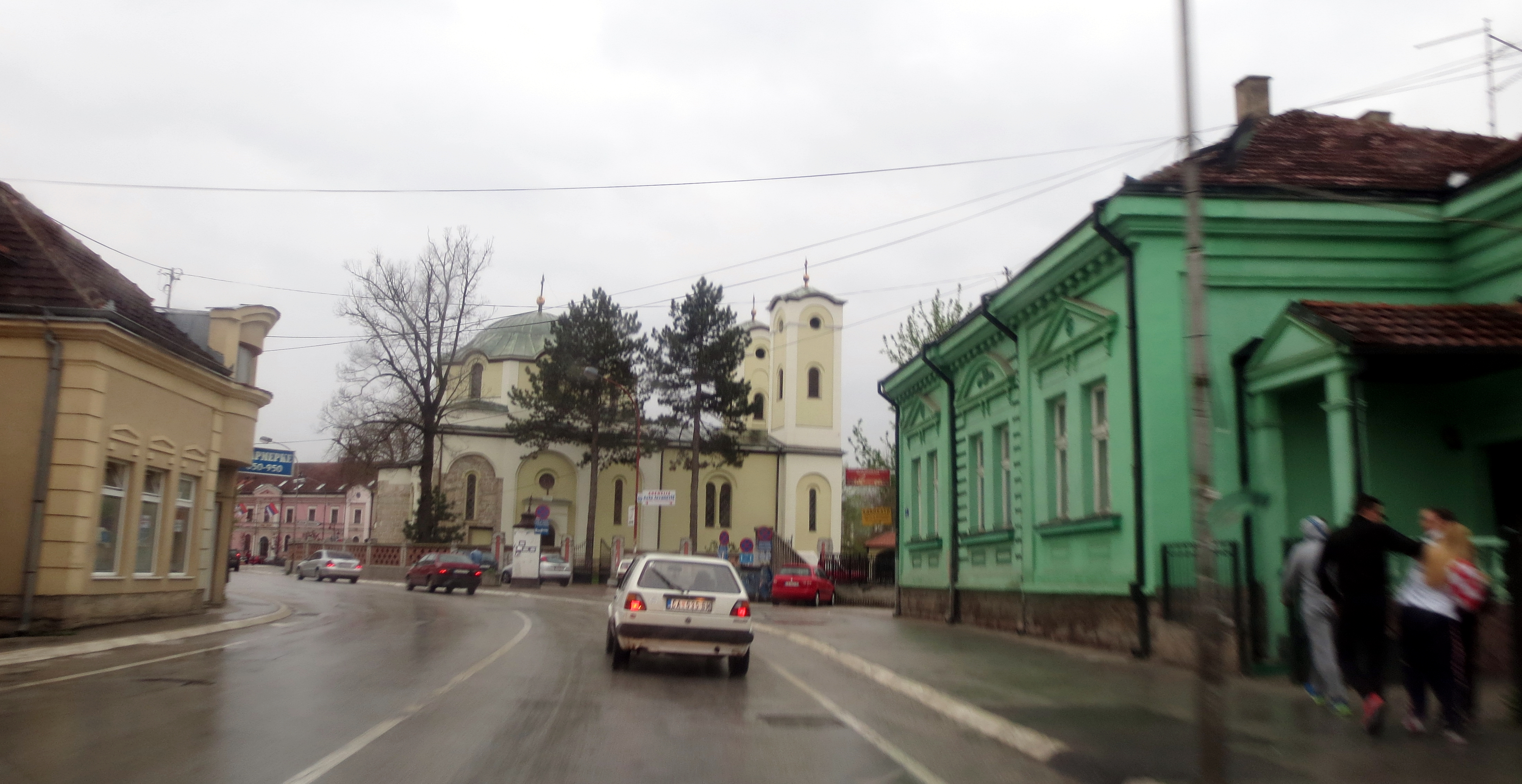
Pravoslavný kostel ve středu města.

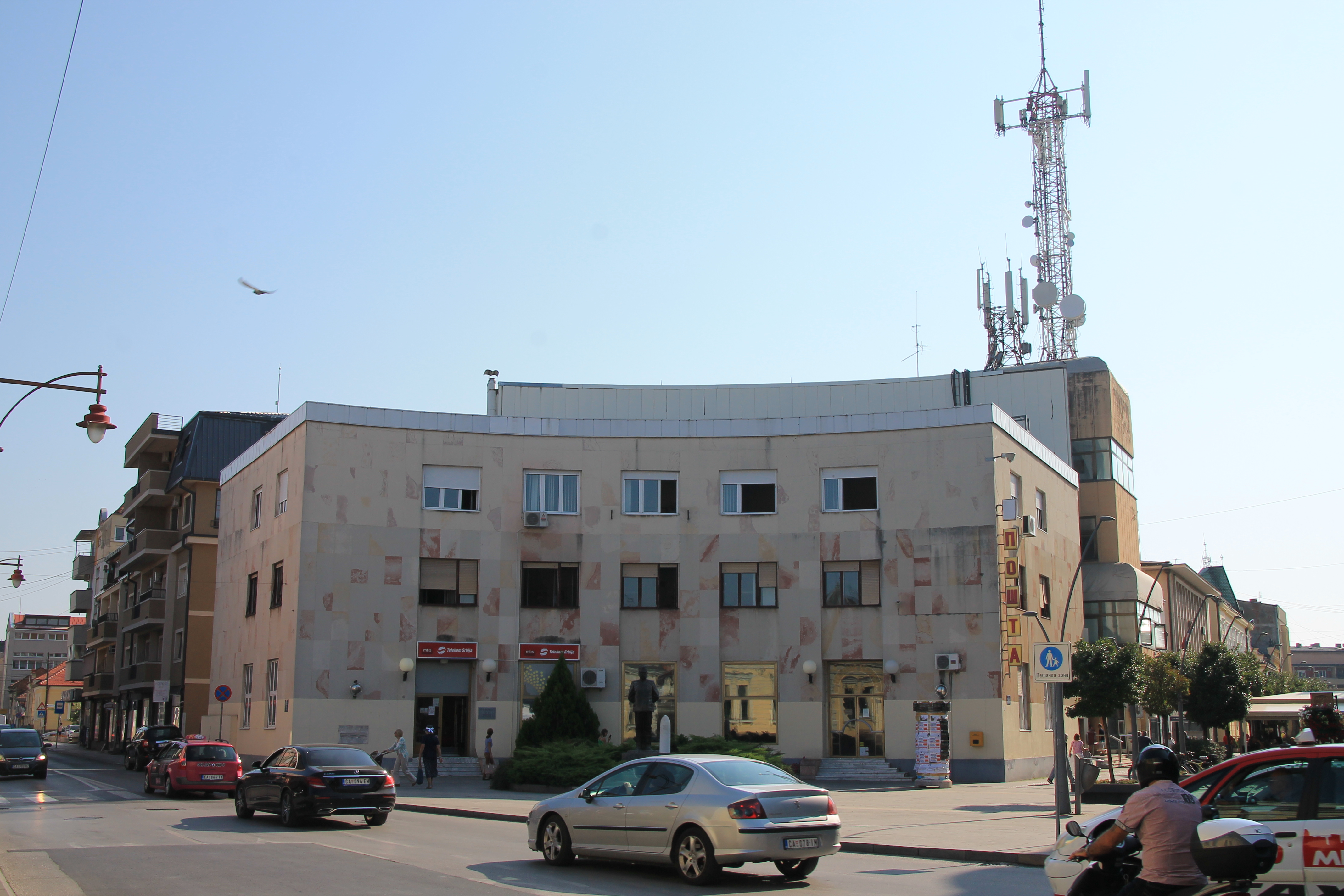
Rohová budova se sochou Stepy Stepanoviće v popředí.

V Čačaku sídlí městská knihovna, která nese název po Vladislavu Petkovićovi Disovi. Rozvinula se z původního čitalište, které vzniklo v polovině 19. století jako první v regionu. Sídlí zde také pobočka Národního muzea, a to již od roku 1952.
Kromě něj sídlí v Čačaku také umělecká galerie, která nese svůj název podle Nadeždy Petrović. Zahrnuje také galerii Bogiće Risimoviće Risima, která shromažďuje jeho sbírku.
Ve městě působí místní pobočka srbského národního muzea. Významnou institucí je rovněž Dům kultury, který byl zprovozněn v roce 1971. Jeho velká budova tvoří jednu z dominant hlavního náměstí (Náměstí lidového povstání – srbsky Трг народног устанка). Ve městě by mělo také vzniknout Muzeum poezie a Muzeum basketbalu.
Pamětní park boje a vítězství (srbsky Spomen park borbe i pobede) ztvárnil jugoslávský sochař a autor řady obdobných památníků Bogdan Bogdanović. Dokončen byl roku 1980.

### Kulturní akce
V roce 2023 se Čačak stal prvním srbským hlavním městem kultury na národní úrovni. V rámci zkrášlení města bylo také rozhodnuto o pomalování místních sil nástěnými malbami (muraly). Mezi tradiční kulturní akce zde patří např. Disovo jaro, Etno fest, nebo Memoriál Nadeždy Petrović.

### Památky a zajímavosti
- Římské lázně (srbsky Terme), jejichž pozůstatky leží v samotném středu města.
- Kostel Nanebevstoupení Páně (srbsky Црква вазнесења Xристовог).[7] vybudovaný ve 12. století.[10]
- Aćimovićův dům, rohový dům inspirovaný evropskou architekturou své doby.
- Dům Aleksy Pušeljiće z roku 1905
- Erićův dům z roku 1892
- Gospodar Jovanov konak, dům z roku 1835, od roku 1950 kulturní památka.[10]
- Římské lázně, pozůstatky stavby ve středu města.

## Zeleň a životní prostředí

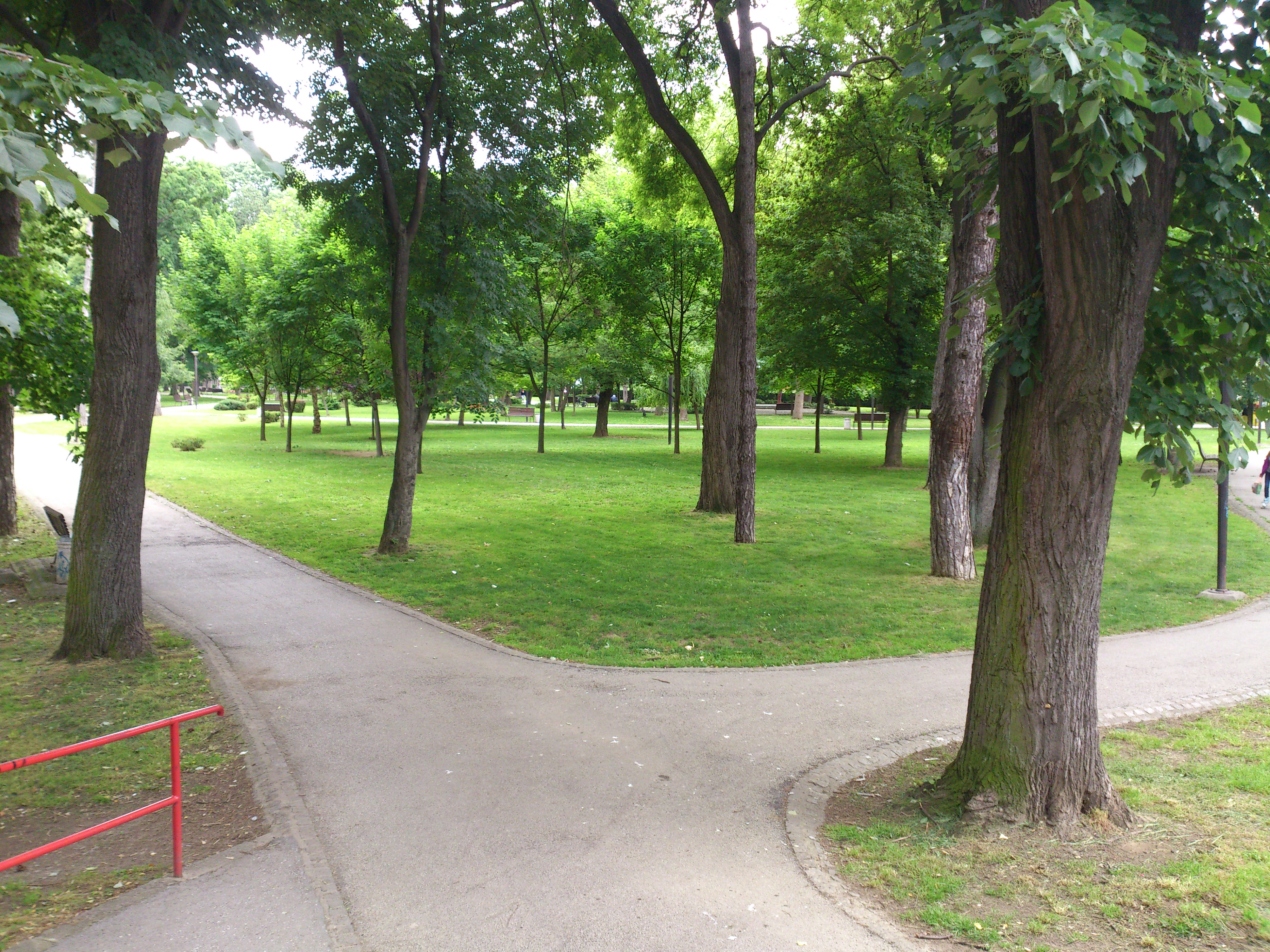
Městský park.

V centru města se nacházejí dva parky: Malý park při železniční stanici a městský park na západním okraji Čačaku, nedaleko školského kampusu. U městského parku se také nachází sadařské a vinohradnické centrum (srbsky Centar za voćarstvo i vinogradarstvo). Jistou oázu zeleně také představují i lužní lesy okolo řeky Západní Moravy, část z nich je chráněna jako rezervace (Suva Morava). Pro návštěvníky je atraktivní rovněž i nedaleká Ovčarsko-kablarská soutěska, která zahrnuje řadu turisticky značených tras.
V zimních měsících bývá ve městě vysoká míra znečištění ovzduší.

## Doprava

### Železniční doprava
Hlavní železničním spojením města se zbytkem Srbska představuje trať Požega–Stalać, která prochází přes Čačak ve směru toku řeky Západní Moravy. Na ní jsou vlečkami napojeny další průmyslové závody (např. továrna Sloboda). Město má jediné hlavní nádraží. 

### Silniční doprava

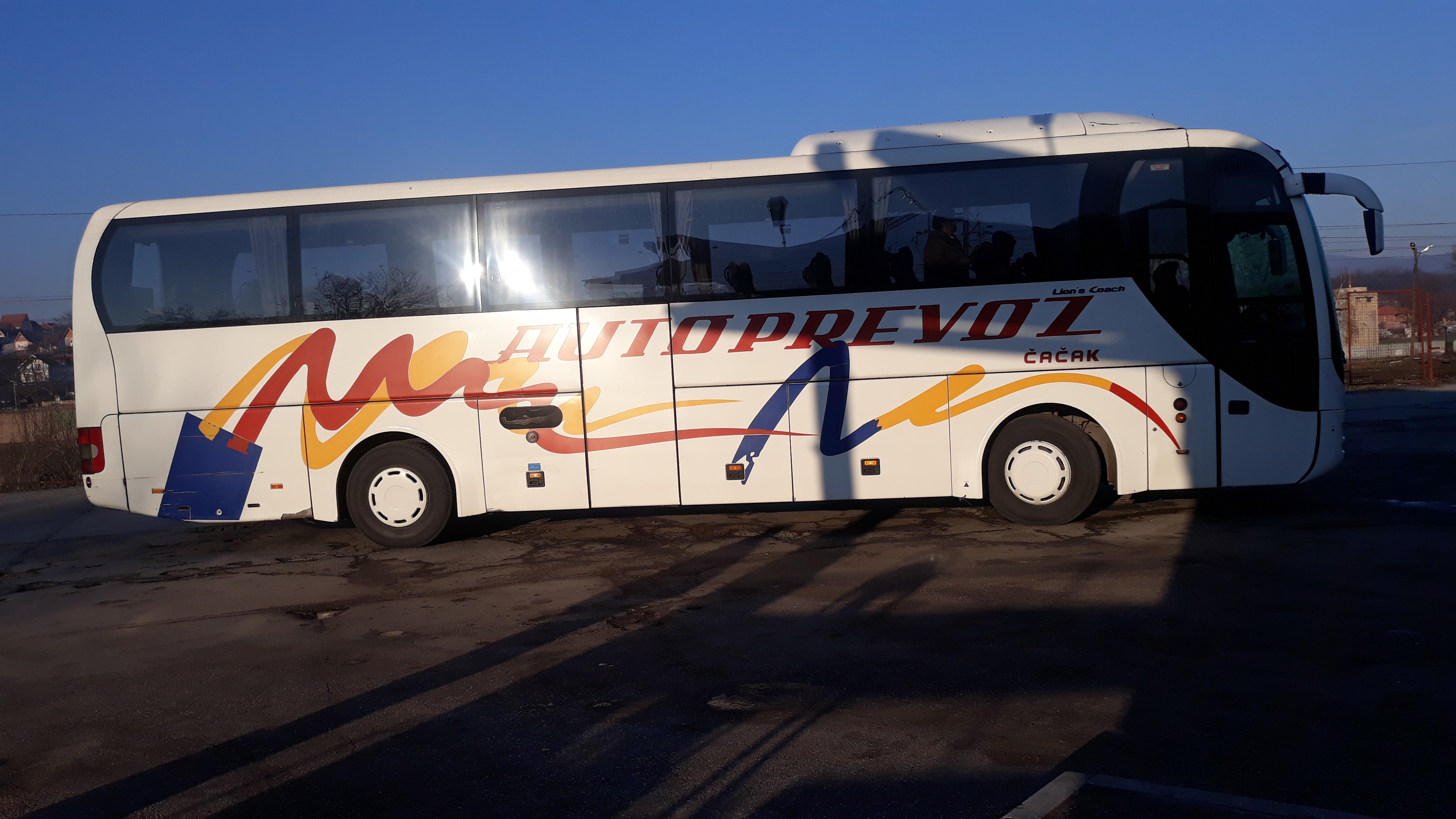
Autobus společnosti Autoprevoz Čačak.

Hlavním silničním tahem zde je tzv. Ibarská magistrála, která zajišťuje dopravní spojení v severo-jižním směru. V roce 2016 byla k Čačaku zavedena dálnice A2, (úsek Ljig–Preljina), roku 2022 byl otevřen obchvat kolem města (ze severní strany). Výhledově má pokračovat dále na jih do Černé Hory a z východní strany se na ní má napojit dálnice A5, která povede údolím řeky Západní Moravy. Úsek dálnice, z něhož jsou u Čačaku celkem dva výjezdy (Čačak-Západ a Čačak-východ) plní roli severního obchvatu města.
Hlavní silniční tahy spojují Čačak s městy Kragujevac, Kraljevo, Užice a Bělehradem (silnice č. 22 a 23). Tranzitní doprava okolo města je odvedena obchvatem, který vede po jižní straně města (ulice Bulevar Oslobodilaca Čačka), částečně oddělený od ostatních komunikací mimoúrovňovými křižovatkami.

### Letecká doprava
Východně od města se nachází letiště Morava, které bylo otevřeno roku 2019 pro komerční lety po důsledné modernizací. Má být rozšířeno.

### Městská doprava
Ve městě je provozována městská hromadná doprava, kterou zajišťuje společnost Autoprevoz Čačak. Autobusové nádraží je umístěné poblíž železniční stanice.

## Ekonomika

### Zemědělství a těžba
Značná část území opštiny Čačak (tj. města a okolních vesnic) je obdělávána. Většinou se jedná o ornou půdu, dále se zemědělsky využívají jako sady (cca 15 %) a vinohrady (0,4 %). Zhruba 9 % obyvatel se věnuje zemědělské aktivitě a nejpěstovanějšími plodinami jsou brambory a kukuřice. Mezi nejčastěji pěstované ovoce patří švestky.
V lokalitě Brđani se nacházely doly na magnezit, které zde byly otevřeny po druhé světové válce.

### Průmysl

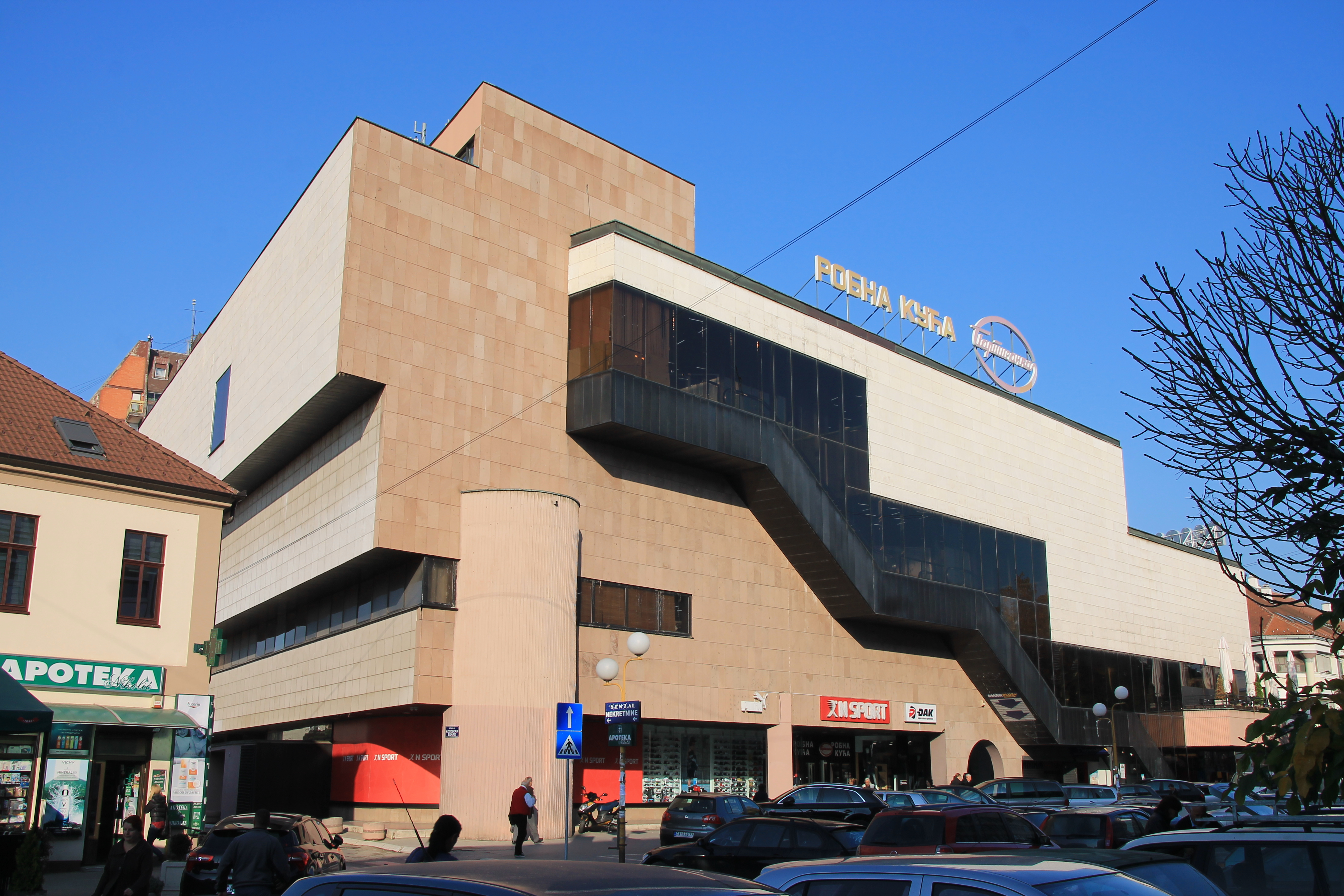
Obchodní dům ve středu města.

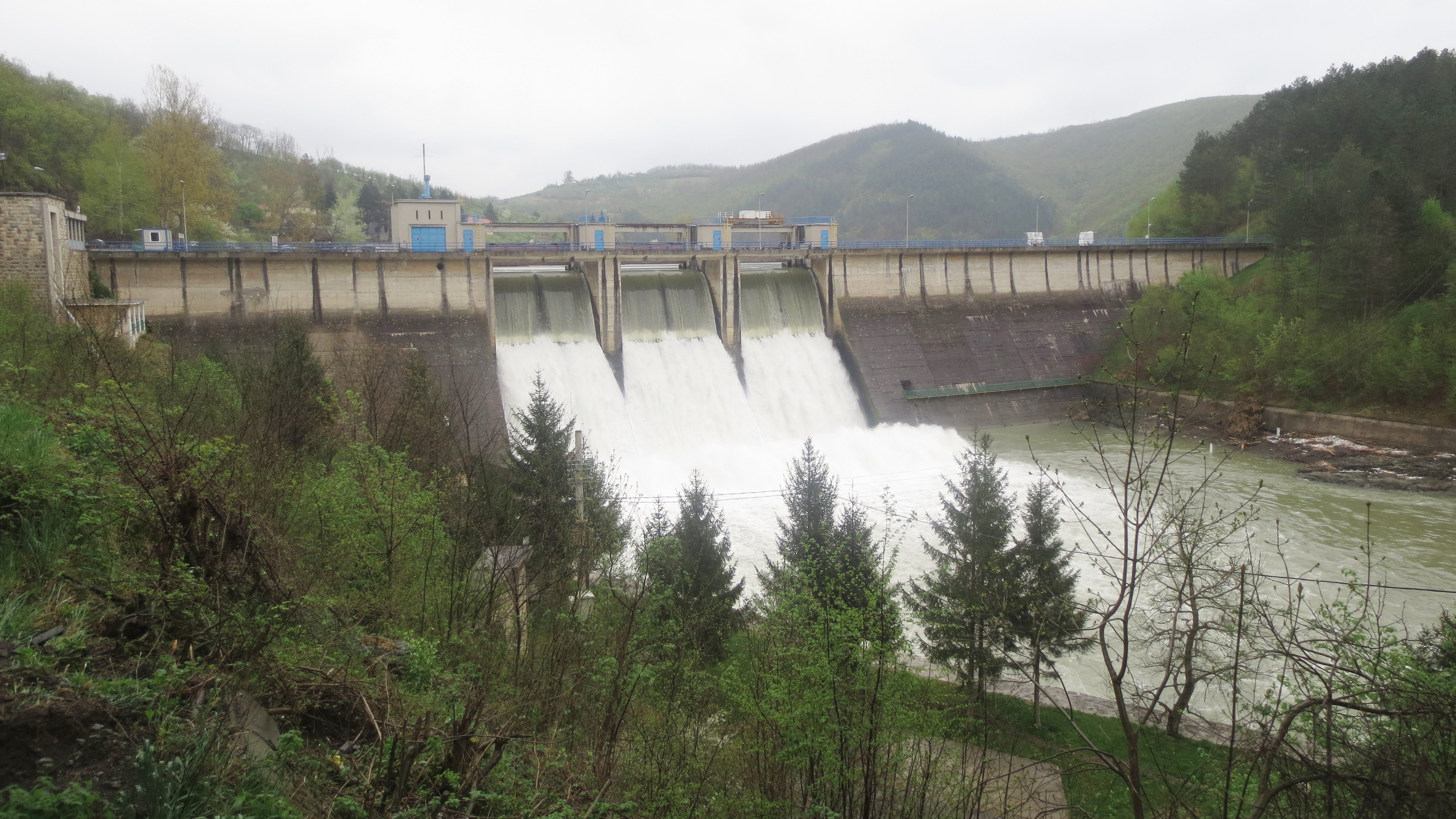
Vodní elektrárna Međuvršje u Čačaku.

Čačak byl dlouho centrem pro potravinářský průmysl. Sídlí zde např. výrobce chipsů. V roce 1921 byla uskutečněna elektrifikace města. Přívod energie umožnil rozvoj moderního průmyslu. V roce 1930 byl otevřen vojensko-technologický závod, který zaměstnával okolo tisíce lidí. V témže roce zde byla otevřena i papírna, která zaměstnávala okolo dvou set lidí. Rozsáhlé průmyslové areály vznikly na východním okraji města, poblíž hlavního nádraží.
V Čačaku sídlí rovněž od roku 1948 i Továrna zvláštních výrobků Sloboda, která se v dobách existence socialistické Jugoslávie i po ní soustředila na výrobu zbrojního materiálu a munice různého druhu a typů.
Průmysl se rozvíjel i nadále během existence socialistické Jugoslávie. Na počátku 90. let však byla řada podniků technologicky zastaralá. Některé továrny byly zničeny během bombardování v roce 1999. Tradiční odvětví, která zaměstnávají obyvatele Čačaku, bylo vždy potravinářství, výroba papíru, elektrických zařízení, obráběcích nástrojů, nástrojů (např. Továrna na řezné nástroje) chemický průmysl, farmaceutický průmysl apod. Na počátku 21. století se zde za pomoci zahraničních investic rozvinula výroba součástek pro automobily. V třetí dekádě 21. století má vyrůst průmyslová zóna východně od města v souvislosti s vznikem nové dálnice směrem na východ.

### Ekonomické statistiky
Průměrný příjem ve městě činil v roce 2021 59 423 RSD (cca 12 300 Kč), což je méně, než je celosrbský průměr. 95 % všech místních podniků tvoří malé podniky, 4 % podniky střední a jedno procento ty velké. Pouze jeden podnik zaměstnává nad tisíc zaměstnanců, 2 nad 500 a 5 nad 250 lidí. Nejvíce lidí je zaměstnáno v obchodě, ve zpracovatelském průmyslu a v sociálních a zdravotnických službách.

### Služby a turistika
V první polovině 21. století byla většina města zaměstnána ve službách.
V Srbsku je Čačak znám jako turistická destinace. Město Čačak vnímá rozvoj turistiky jako klíčovou oblast, jejíž role v celkové ekonomice města by měla i nadále růst. Město je výchozím bodem pro návštěvu řady přírodních památek v okolí, jako např. Ovčarsko-kablarské soutěsky, pohoří Jelica, lázněmi Ovčar Banja nebo Gornja Trepča, Slatinska Banja apod. 

## Bezpečnost
V Čačaku se nachází Kasárna Ratko Mitroviće a Tanaska Rajiće.

## Školství

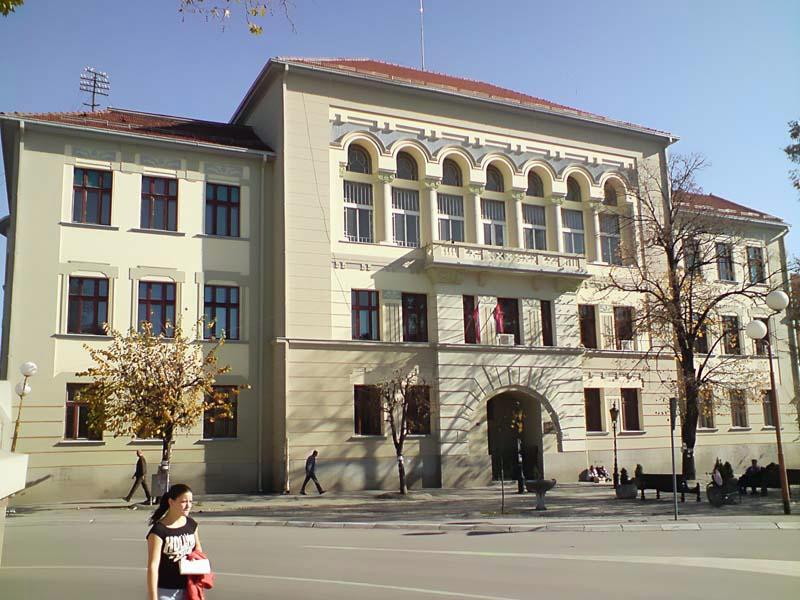
Budova jedné ze středních škol v Čačaku.

Ve městě Čačak se nachází 4 školky, 19 základních škol, sedm středních škol a jedna škola pro dospělé. Ve středu města také stojí budova gymnázia. 
Dislokovány jsou zde dvě fakulty Univerzity v Kragujevaci. Působí zde rovněž i institut pro ovocnářství. Sídlí zde rovněž i dvě soukromé vysoké školy, a to Vysoká technická škola odborných studií a Vysoká obchodní škola odborných studií. 

## Sport

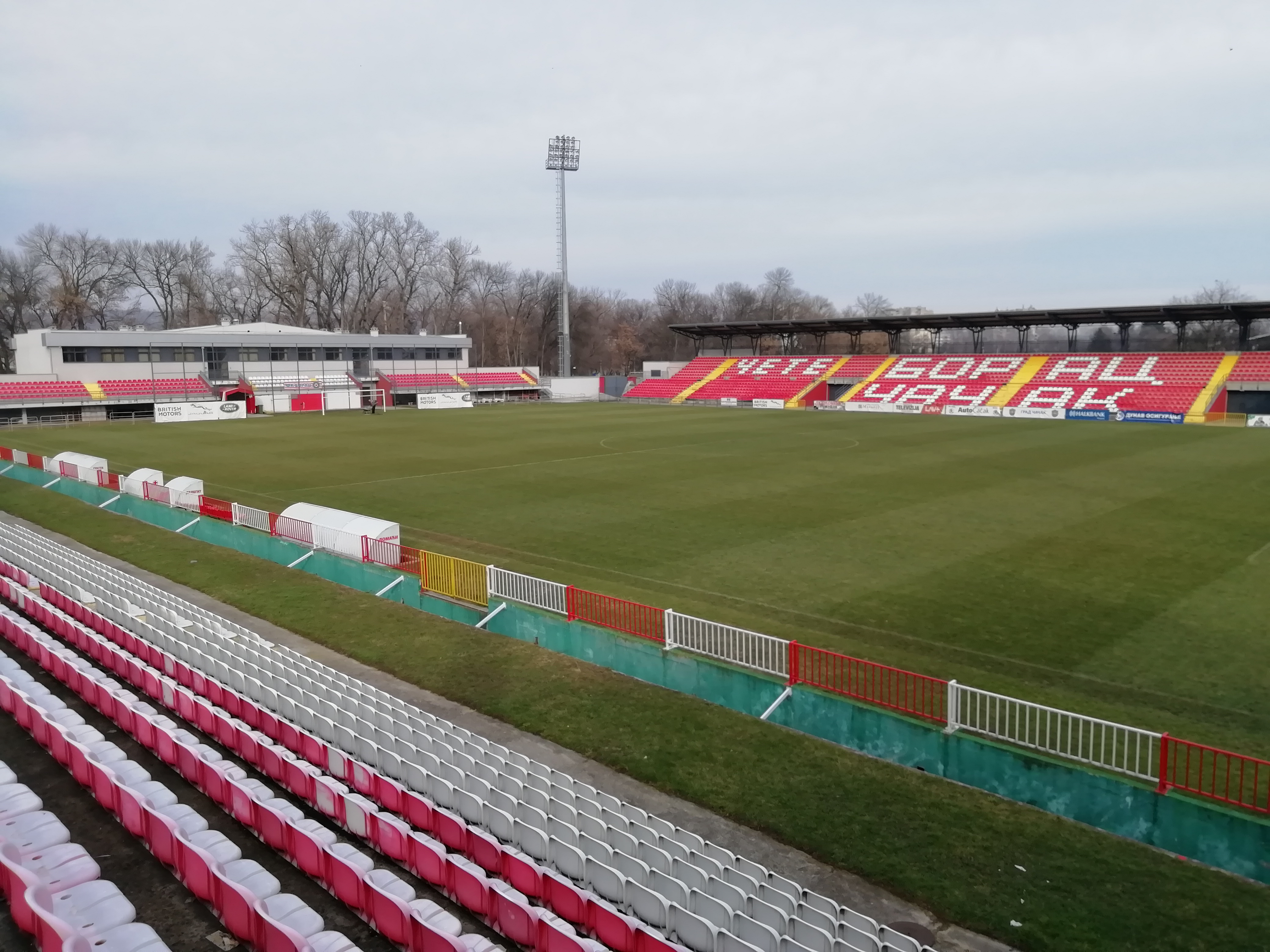
Místní fotbalový stadion.

Čačak a místní okolí mají zhruba padesát sportovních klubů, které se věnují nejrůznějším sportům. Město má několik fotbalových klubů, jako např. FK Borac Čačak, založený v roce 1926, který provozuje svoji fotbalovou školu. V západní části města má také svůj stadion. Mezi další fotbalové týmy v Čačaku patří např. FK Sloboda Čačak, založený v roce 1949, FK Autoprevoz nebo FK Remont.
Areál pro volný čas a sporty se nachází v západní části města (Sportovní centrum Mladost) na záplavové louce řeky Západní Moravy. Mimo něj stojí sportovní krytá hala Borac (nedaleko Modrého mostu).

## Známé osobnosti
- Nadežda Petrović, srbská malířka.[10]
- Dragutin Gavrilović, účastník bojů o Bělehrad během první světové války v roce 1915.[10]
- Tanasko Rajić, účastník srbských povstání proti Turkům na počátku 19. století.

## Partnerská města
- Katerini, Řecko
- Turčianske Teplice, Slovensko
- Filippoi, Řecko
- Han Pijesak, Bosna a Hercegovina
- Bratunac, Bosna a Hercegovina
- Baranavičy, Bělorusko
- Kovrov, Rusko
- Valašské Meziříčí, Česko